# XX Cos d'Exèrcit (Bàndol republicà)
El XX Cos d'Exèrcit va ser una formació militar pertanyent a l'Exèrcit Popular de la República que va lluitar durant la Guerra Civil Espanyola. Durant la contesa va arribar a prendre part en les campanyes de Terol i Llevant. Per la prefectura de la unitat van passar militars prestigiosos com Leopoldo Menéndez López, Francisco Galán Rodríguez o Gustavo Durán Martínez.

## Historial
Al començament d'agost de 1937 una directe de l'Estat Major republicà preveia l'organització del XX Cos d'Exèrcit, que va ser creat oficialment el 24 d'agost de 1937. Aquest dia el tinent coronel Leopoldo Menéndez López era nomenat comandant de la nova unitat, mentre que el tinent coronel Francisco Domínguez Otero va ser designat cap d'Estat Major. La nova unitat va ser organitzada en la rereguarda republicana, situant-se les seves noves divisions en procés de formació en les localitats manxegues de Manzanares, Daimiel i Ciudad Real. El XX Cos d'Exèrcit va establir la seva caserna general a Daimiel durant aquests primers mesos.

### Batalla de Terol
Al desembre de 1937 la formació, integrada en l'Exèrcit de Llevant i composta per les divisions 40a i 68a, va participar en la batalla de Terol. Les unitats del XX Cos, situades al sud-oest de Terol, van avançar sobre la capital; la 40a Divisió de carabiners es va destacar especialment en aquestes operacions i durant els combats urbans en la capital turolense. El 24 de desembre el general Vicent Rojo Lluch va ordenar que tota l'artilleria del XX Cos bombardegés els dos focus de resistència franquista que quedaven a l'interior de la ciutat. Durant aquestes jornades forces del XX Cos d'Exèrcit van tenir una destacada actuació, la qual cosa va motivar que el seu comandant — Leopoldo Menéndez López— fos ascendit al rang de coronel. Els defensors franquistes van acabar per rendir-se finalment el 8 de gener de 1938.
L'11 de gener 1938 el cos d'exèrcit va passar a la reserva, si bé els contraatacs franquistes obligarien al seu posterior retorn al front. Per a aquestes dates el comandament de la formació havia passat al tinent coronel Francisco Galán Rodríguez, veterà de Madrid i del front nord. A la fi de gener la 66a Divisió, novament adscrita al XX Cos, va resistir els atacs franquistes. Al començament de febrer de 1938 el XX Cos alineava a les divisions 66a, 67a i 46a; durant la batalla de l'Alfambra aquestes unitats van sofrir el gruix de l'atac del Cos d'Exèrcit de Galícia, que va destrossar l'eix defensiu republicà. La formació va passar a rereguarda després del final dels combats.

### Campanya de Llevant
En la primavera de 1938 el comandament de la unitat va passar al tinent coronel Gustavo Durán, tenint una intervenció destacada durant la campanya de Llevant. Al juny la unitat va deixar pertànyer a l'Exèrcit de Maniobra i va passar a integrar-se en l'Exèrcit de Llevant, després de l'absorció del primer. El XX Cos va quedar situat en el sector costaner de la línia XYZ. Per a aquestes dates la formació agrupava en el seu si a les divisions 53a i «C». El 23 de juny les divisions franquistes de Rafael García Valiño van atacar Onda, on el XX Cos va oferir una dura resistència de més de cinc dies; els posteriors contraatacs republicans van recuperar algunes posicions i van paralitzar l'ofensiva de García Valiño. El dia 29 les forces del XX Cos van substituir al danyat XXII Cos d'Exèrcit —que va passar a la reserva— i es van llançar al contraatac contra el Cos d'Exèrcit de Galícia. Després de sostenir forts combats, l'avanç franquista en la costa va quedar novament detingut.
Després del final dels combats en Llevant, el XX Cos d'Exèrcit no va tornar a intervenir en operacions militars de rellevància.

## Comandaments
Comandants
- tinent coronel Leopoldo Menéndez López;[12]
- tinent coronel Francisco Galán Rodríguez;
- tinent coronel Gustavo Durán Martínez;[13]

Comissaris
- Julián Muñoz Lizcano, del PSOE/PCE;[14]
- Manuel Piñero Bello, del PCE;[15]

Caps d'Estat
- tinent coronel Francisco Domínguez Otero;[16]
- comandant d'infanteria José Cebrecos Louriel;

## Ordre de batalla
| Data                   | Exèrcit adscrit     | Divisions integrades | sector          |
| Novembre de 1937       | Exèrcit de Maniobra | 66a, 67a, 68a        | Reserva general |
| 15 de desembre de 1937 | Exèrcit de Llevant  | 40a i 68a            | Terol           |
| Maig de 1938           | Exèrcit de Maniobra | 49a, 50a i 68a       | Llevant         |
| Juliol de 1938         | Exèrcit de Llevant  | 49a i 53a i «C»      | Llevant         |
| Agost de 1938          | Exèrcit de Llevant  | 49a, 53a i 6a        | Llevant         |
| 31 d'octubre de 1938   | Exèrcit de Llevant  | 15a, 49a i 53a       | Llevant         |
| Desembre de 1938       | Exèrcit de Llevant  | 49a i 53a            | Llevant         |
| 5 de març de 1939      | Exèrcit de Llevant  | 15a, 49a i 53a       | Llevant         |